# Pleterje (Krško, Slovenija)
Pleterje je naselje u Općini Krško u istočnoj Sloveniji. Pleterje se nalazi u pokrajini Dolenjskoj i statističkoj regiji Donjoposavskoj. 

## Stanovništvo
Prema popisu stanovništva iz 2002. godine Pleterje je imalo 156 stanovnika.

## Vanjske poveznice
- Satelitska snimka naselja  Arhivirana inačica izvorne stranice od 29. srpnja 2017. (Wayback Machine)